# Володимир Гостічка
Гостічка Володимир (чеськ. Hostička Vladimír; 10 грудня 1929, Високе — 10 червня 2006, м. Кралуп, Чехія) — чеський історик, доктор філософії (1966).

## Біографія
Народився в с. Високе (нині село Черняхівського району Житомирської області). Закінчив Карлів університет у Празі (1954). Від 1963 — науковий співробітник наукових установ Чехословацької АН. Після «Празької весни» 1968 зазнав переслідувань. Досліджував питання чесько-українських взаємин, головним чином епохи національного відродження.

## Публікації
Про основні теми історичних зацікавлень Гостічки красномовно свідчать назви його головних праць:
- «Павло Йосиф Шафарик і українці» (1957),
- «Карел Владислав Зап і галицькі українці»,
- «До чесько-української взаємності в першій половині XIX ст.»,
- «До початків проникнення Шевченкових творів до Чехії» (дві останні — 1961),
- «Україна в поглядах чеської громадськості епохи національного відродження до 1848 р.» (1964),
- «Співпраця чехів і галицьких українців у 1848—1849 рр.» (1965),
- «Богдан Хмельницький і його зовнішня політика 1648—1657» (1966),
- «Деякі аспекти взаємин між чехами і українцями до кінця 60-х років XIX ст.» (1968),
- «Волинські чехи та їх гоніння в Радянському Союзі» (1990),
- «Україна між Польщею і Росією в 1657—1659 рр.»,
- «Ідея української державності та спроби її реалізації» (обидві — 1992).